# 新米尊
48°53′28″N 23°49′58″E / 48.89111°N 23.83278°E

新米尊（烏克蘭語：Новий Мізунь），是烏克蘭西部的村莊，隸屬伊萬諾-弗蘭科夫斯克州的卡盧什區。該村面積18.6平方公里，2001年人口332，人口密度每平方公里17.8人。